# Friedrich Rögelein
Friedrich „Fritz“ Rögelein (* 26. Juni 1910 in Bietigheim, Königreich Württemberg; † 25. März 1999 in Baden-Baden, Baden-Württemberg) war ein deutscher Offizier der Wehrmacht. Besondere Bedeutung erlangte er durch eine Verleihung des Ritterkreuz des Eisernen Kreuzes im Jahre 1944 und später auch mit dem Eichenlaub im Jahre 1945. Ritterkreuzträger genossen in der NS-Propaganda ein hohes Ansehen.

## Leben

### Herkunft und Familie
Rögelein war Sohn des Heizers Georg Rögelein und dessen Ehefrau Karoline, geb. Bezner. Er heiratete eine Frau namens Luise.

### Karriere
In den letzten Jahren des deutschen Kaiserreiches bis zur Gründung der Weimarer Republik besuchte Rögelein die lokale Bietigheimer Volksschule. Nach Abschluss der Volksschule arbeitete in den lokalen Firmen Melchior und Schleifmittelwerk Elbe in Bietigheim. Danach trat dann freiwillig in den Polizeidienst ein. Vor Beginn des Zweiten Weltkrieges schloss sich Rögelein der Wehrmacht an, wo er es bis zum Stabsoffizier schaffte. Anfang Dezember 1941 gelang es Oberleutnant Rögelein, der bis dahin als Kompanieführer der 1. Kompanie des Karlsruher Infanterie-Regiment 109 wirkte, als einzige deutsche Einheit während der Schlacht um Moskau bis an die Vororte Moskaus zu gelangen, wofür ihm das deutsche Kreuz in Gold verliehen.
Um 1944 wirkte Rögelein, nun im Range eines Majors, als letzter Kommandeur des Karlsruher Infanterie-Regiment 109. 1944 wurde ihm das Ritterkreuz des Eisernen Kreuzes und 1945 das Ritterkreuz mit Eichenlaub verliehen. 1945 wurde er im Range eines Obersts schwer verwundet.